# Liste der Baudenkmäler in Kaisheim

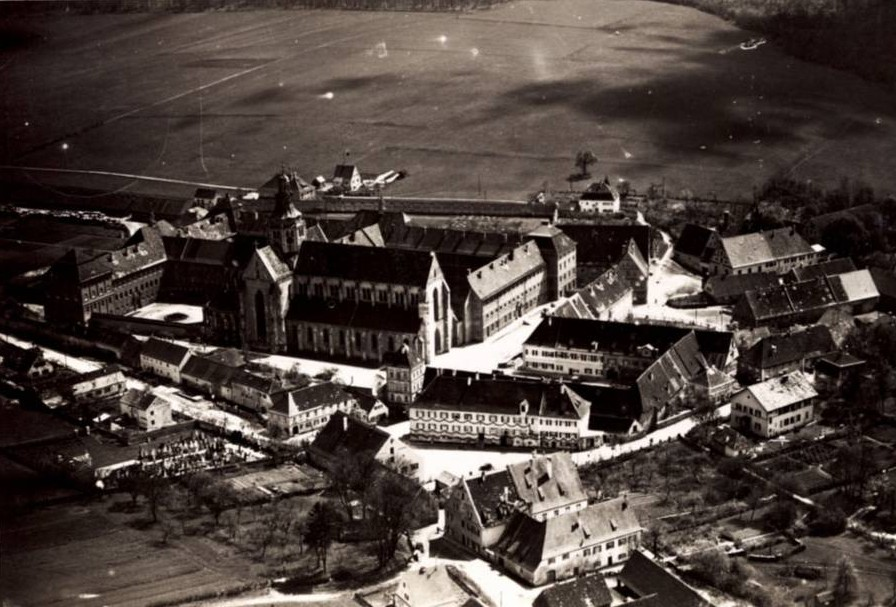
Altes Luftbild von Kaisheim, 1930

Auf dieser Seite sind die Baudenkmäler in dem schwäbischen Markt Kaisheim zusammengestellt. Diese Tabelle ist eine Teilliste der Liste der Baudenkmäler in Bayern. Grundlage ist die Bayerische Denkmalliste, die auf Basis des Bayerischen Denkmalschutzgesetzes vom 1. Oktober 1973 erstmals erstellt wurde und seither durch das Bayerische Landesamt für Denkmalpflege geführt wird. Die folgenden Angaben ersetzen nicht die rechtsverbindliche Auskunft der Denkmalschutzbehörde.

## Baudenkmäler nach Gemeindeteilen

### Kaisheim
| Lage                                                          | Objekt                                                                                    | Beschreibung | Akten-Nr.              | Bild                                                       |
| ------------------------------------------------------------- | ----------------------------------------------------------------------------------------- | --- | ---------------------- | ---------------------------------------------------------- |
| Abteistraße 3, Hauptstraße 47, 51 (Standort)                  | Wohnhaus                                                                                  | eingeschossiger Bau mit Mansardwalmdach, geschwungenem Zwerchgiebel und aufgeputzten Korbbogenblenden, an der Straßenseite zweigeschossig mit Walmdach, mit überbauter Klostermauer, Ende 18. Jahrhundert, an der Straßenseite stark überformt | D-7-79-169-3 Wikidata  | BW                                                         |
| Abteistraße 4, 8, 10; Hauptstraße 63 (Standort)               | Ehemaliges Zisterzienserkloster                                                           | umfangreicher, sich aus dem Konventsgebäude, Torturm und den Wirtschafts- wie Verwaltungsgebäuden zusammensetzender Komplex, älteste Niederlassung des Ordens in der Diözese Augsburg, 1135 gegründet, 1656 reichsunmittelbar, 1802 säkularisiert, 1816 Umwandlung in ein Strafarbeitshaus, seit 1863 Strafanstalt, daneben vielfältige Nutzung der einzelnen Gebäude; sämtliche historische Gebäudeteile mit Ausstattung; Ehemaliges Konventsgebäude, jetzt Strafanstalt und Museum, unmittelbar an Süd- und Ostseite der Kirche angebauter, geschlossener Komplex mit zwei Binnenhöfen und einem nach Norden geöffneten Hof östlich des Chores, dreigeschossige Satteldachbauten mit Putzrustika, Putzrahmung um die Fenster, Gurt- und Traufgesimsen, im Ost- und Südflügel vortretende, um ein niedriges Geschoss erhöhte Eck- und Mittelrisaliten mit Eckrustizierung, Putzrahmen um die Fenster und Walm- bzw. Mansardwalmdächern, Pilaster- bzw. Lisenengliederung und ädikulagerahmten Portalen, auf den Mittelrisaliten Dachreiter, im östlichen der Kaisersaal, im südlichen ehemals die Bibliothek, von Franz Beer errichtet, 1716 ff.; Kloster- und Gartenmauern, ehemals vollständige Ummauerung des Klosterkomplexes erstreckte sich im Westen und Norden von Hauptstraße 23 bis 65, dann bis zur Hafenreuter Straße und im Süden auf der Höhe südlich hinter Abteistraße 23, freistehende Reste der ehemals die gesamte Klosteranlage umgebenden Ringmauer mit Stichbogenblenden und Wehrgang sowie geringe Reste der Gartenmauern mit Wappenstein (bezeichnet) vor allem im Norden (Hauptstraße 63) und im Süden (Abteistraße 23) erhalten, im Kern mittelalterlich, Mauerzone im Osten und Norden im 18. Jahrhundert bis nach 1900 mit Giebel- und Walmdachhäusern überbaut | D-7-79-169-1 Wikidata  | weitere Bilder                                             |
| Abteistraße 6 (Standort)                                      | Katholische Pfarrkirche Mariä Himmelfahrt, ehemalige Zisterzienserklosterkirche           | die Klosteranlage überragende, gotische, nach französischer Art angelegte dreischiffige Pfeilerbasilika auf kreuzförmigem Grundriss mit Querschiff und doppeltem Chorumgang, der südliche, aus der Achse geschobene Querarm für die Sakristei vermauert, die Außenwände nach zisterziensischer Art nüchtern und lediglich durch die Abfolge von Strebepfeilern gegliedert, oktogonaler Vierungsturm mit Schweifdach und Laterne, Innenraum ebenfalls schmucklos mit ungegliederten Hochwänden und einfachen Kreuzrippengewölben, 1352 ff. an Stelle eines Vorgängerbaus von Ost nach West errichtet, 1459 Vierungsturm von Heinrich und Hans Feldkirchner, 1659 teilweise umgebaut, 1789 f. jetziger Abschluss und Galerie, 1719 ff. monumentale Zweiturmfassade von Franz Beer, 1872 abgerissen, Fenster unten am Südquerarm wohl im 18. Jahrhundert verändert, nach Kriegsschäden Gesamtrestaurierung bis 1965; mit Ausstattung (siehe auch: Grabmal für Heinrich von Lechsgmünd und Kanzel). | D-7-79-169-2 Wikidata  | weitere Bilder                                             |
| Abteistraße 9 (Standort)                                      | Torturm                                                                                   | viergeschossiger Rechteckbau mit rundbogiger, gewölbter Durchfahrt, Zeltdach, Rustika im Erdgeschoss, Putzrustika an den Ecken sowie um die Fenster mit profilierten Sohlbänken und Dreiecks- bzw. Segmentgiebel, profilierten Geschoss- und Traufgesimsen, östlich ein polygonal geschlossener Anbau, um 1700 | D-7-79-169-4 Wikidata  | weitere Bilder                                             |
| Abteistraße 11, 13, 15, 17 (Standort)                         | Ehemalige Wirtschafts- und Verwaltungsgebäude des Klosters                                | 18. Jahrhundert | D-7-79-169-5 Wikidata  | Ehemalige Wirtschafts- und Verwaltungsgebäude des Klosters |
| Abteistraße 12, 14 (Standort)                                 | Ehemals Pfisterei und Mühle des Klosters, jetzt Justizvollzugsanstalt                     | zweigeschossiger Satteldachbau auf winkligem Grundriss mit Eckrustika, Gurt-, Trauf- und Giebelgesimsen, Aufzugsluken, Kranbalken und Putzrahmen um die Fenster, 2. Viertel 18. Jahrhundert | D-7-79-169-6 Wikidata  | weitere Bilder                                             |
| Abteistraße 19 (Standort)                                     | Ehemalige Klosterökonomie, mit Stall, Heuboden und Wohntrakt, jetzt Justizvollzugsanstalt | zweigeschossiger Satteldachbau mit Trauf- und Giebelgesimsen, Aufzugsluken und Kranbalken, rückseitig ein winkliger Anbau mit segmentbogigen Toreinfahrten, 1. Hälfte 18. Jahrhundert | D-7-79-169-7 Wikidata  | BW                                                         |
| Abteistraße 23 (Standort)                                     | Ehemals Kanzlei und Klosterbrauerei, jetzt Gasthaus                                       | zweigeschossiger Satteldachbau mit im Südwesten abgewalmtem Dach, mit Gurt-, Trauf- und Giebelgesimsen, Aufzugsluken und Kranbalken, 1706 (bezeichnet); Ehemaliges Malzhaus, durch einen hölzernen, gedeckten Gang mit der ehemaligen Brauerei verbunden, zweigeschossiger Satteldachbau auf winkligem Grundriss mit Giebelgesims, Aufzugsluken und Kranbalken, 1. Hälfte 18. Jahrhundert, wohl im 19. Jahrhundert nach Südwesten erweitert; Ehemaliger Sommerkeller und Getreideboden außerhalb der Klostermauer, zweigeschossiger Satteldachbau mit Trauf- und Giebelgesimsen, Aufzugsluken und Kranbalken, 1. Hälfte 18. Jahrhundert | D-7-79-169-8 Wikidata  | Ehemals Kanzlei und Klosterbrauerei, jetzt Gasthaus        |
| Hauptstraße 31, Zunftweg 7 (Standort)                         | Wohnhaus                                                                                  | Doppelhaus, ein- bzw. zweigeschossiger Satteldachbau, mit überbauter Klostermauer, 1711 (bezeichnet) | D-7-79-169-9 Wikidata  | BW                                                         |
| Hauptstraße 35 (Standort)                                     | Ehemals Wohnhaus, jetzt Vereinsheim                                                       | zweigeschossiger Walmdachbau mit stichbogiger Toreinfahrt, 1. Hälfte 18. Jahrhundert | D-7-79-169-10 Wikidata | BW                                                         |
| Hauptstraße 41, 43 (Standort)                                 | Ehemals Kaserne, jetzt Wohn- und Geschäftshaus                                            | zweigeschossiger Walmdachbau mit Hausteinrahmung an Portal und Tordurchfahrt, im Kern wohl 2. Hälfte 17. Jahrhundert oder 1786 (bezeichnet), verändert um 1811 (bezeichnet); Hofmauer mit ädikulagerahmter Einfahrt, 18. Jahrhundert | D-7-79-169-11 Wikidata | BW                                                         |
| Hauptstraße 42 (Standort)                                     | Katholisches Pfarrhaus                                                                    | zweigeschossiger Satteldachbau mit Trauf- und Giebelgesimsen sowie mit Hausteinelementen, 1. Hälfte 18. Jahrhundert, im 1. Drittel 19. Jahrhundert verändert | D-7-79-169-12 Wikidata | BW                                                         |
| Hauptstraße 44 (Standort)                                     | Ehemals Kaserne, jetzt Gasthof                                                            | zweigeschossiger Bau mit geknicktem Satteldach, Gurt- und Traufgesimsen, Putzornamenten unter den Fenstern im Obergeschoss, Hausteinelementen und Krangaube, im Kern 1659 (dendrochronologisch), um 1800 und Mitte 19. Jahrhundert verändert | D-7-79-169-13 Wikidata | BW                                                         |
| Hauptstraße 46 (Standort)                                     | Leichenhaus                                                                               | neuklassizistischer, erdgeschossiger Satteldachbau mit Mittelrisalit, Säulenportikus, Ecklisenen, Putzbändern und aufgeputzten Kragsteinen, nach Plänen von Johann Knab, 1896; Lourdeskapelle, rechteckiges Gehäuse mit Satteldach, kräftig profiliertem Trauf- und Giebelschrägengesims sowie mit spitzbogiger Öffnung, um 1900 | D-7-79-169-44 Wikidata | BW                                                         |
| Münsterplatz (Standort)                                       | Brunnenfigur                                                                              | Triton, 18. Jahrhundert | D-7-79-169-18 Wikidata | BW                                                         |
| Münsterplatz 1, 2, 3, 4, 4 a, 5, 6, Hauptstraße 39 (Standort) | Ehemaliges Richterhaus und Wirtschaftshof, jetzt Rathaus sowie Wohn- und Geschäftshäuser  | dreiflügelige, einen Hof umschließende Anlage aus zweigeschossigen Satteldachbauten mit Natursteinportalen, im Südflügel gewölbte Durchfahrt mit Rustika und Sprenggiebel, an der Nordostecke ein polygonaler Eckturm mit Wappenstein, bezeichnet mit "1577", Umbauten, 2. Hälfte 17. Jahrhundert und 18. Jahrhundert | D-7-79-169-17          | weitere Bilder                                             |
| Neuhofstraße (Standort)                                       | Denkmal (Obelisk)                                                                         | Denkmal für Abt Cölestin Angelsprugger, in Form eines Obelisken mit Wappenrelief auf einem Postament, nach 1783 | D-7-79-169-20 Wikidata | BW                                                         |
| Neuhofstraße 2 (Standort)                                     | Ehemals Forsthaus, jetzt Wohn- und Geschäftshaus                                          | zweigeschossiger Satteldachbau mit Trauf- und Giebelgesimsen und zum winklig angebauten, eingeschossigen Wirtschaftsteil abgewalmtem Dach, ausgehendes 18. Jahrhundert, Wirtschaftsteil 19. Jahrhundert | D-7-79-169-19 Wikidata | BW                                                         |
| Zunftweg 5, Hauptstraße 33 (Standort)                         | Wohnhaus, Doppelhaus                                                                      | ein- bzw. zweigeschossiger Satteldachbau, mit überbauter Klostermauer, frühes 18. Jahrhundert | D-7-79-169-22 Wikidata | BW                                                         |
| Zunftweg 9 (Standort)                                         | Wohnhaus                                                                                  | eingeschossiger Satteldachbau mit stichbogigem gewölbten Durchgang, Anfang 18. Jahrhundert | D-7-79-169-24 Wikidata | BW                                                         |

### Altisheim
| Lage                                                        | Objekt                                | Beschreibung | Akten-Nr.              | Bild |
| ----------------------------------------------------------- | ------------------------------------- | --- | ---------------------- | --- |
| Willibaldstraße 2 (Standort)                                | Ehemaliges Pfarrhaus                  | zweigeschossiger Satteldachbau mit profiliertem Gesimsen an Traufe und Giebelfuß sowie Aufzugsöffnungen, 18. Jahrhundert | D-7-79-169-25 Wikidata | weitere Bilder |
| Willibaldstraße 4 (Standort)                                | Katholische Pfarrkirche St. Willibald | Saalbau mit eingezogenem Rechteckchor und darüber aufgehendem Turm mit Spitzhelm sowie Sakristeianbau im Südwesten, an Stelle einer Vorgängerkirche im Rundbogenstil errichtet, 1848 f.; mit Ausstattung; Friedhofsmauer, wohl 18. Jahrhundert, mit späteren Erneuerungen; Friedhof, wohl 17./18. Jahrhundert | D-7-79-169-26 Wikidata | Katholische Pfarrkirche St. Willibald                                                                                     |
| Flecken (südlich des Ortes, am Weg zum Quellgut) (Standort) | Feldkapelle                           | rechteckiges Gehäuse mit Satteldach und stichbogiger Öffnung, 1912 (bezeichnet); mit Ausstattung | D-7-79-169-27 Wikidata | [[Vorlage:Bilderwunsch/code!/C:48.73086,10.87413!/D:Flecken (südlich des Ortes, am Weg zum Quellgut), Feldkapelle!/\|BW]] |

### Bergstetten
| Lage                                      | Objekt                                          | Beschreibung | Akten-Nr.              | Bild                              |
| ----------------------------------------- | ----------------------------------------------- | --- | ---------------------- | --------------------------------- |
| Wittelsbacher Allee 17, 70, 72 (Standort) | Ehemals Gut des Klosters Kaisheim               | stattliche Vierflügelanlage mit Hauptbau, Toren und Wirtschaftsgebäuden, Mitte 18. Jahrhundert, ab 1936 Remonteamt der Wehrmacht, nach 1945 unter US-Verwaltung, 1949 in Staatsbesitz; Sog. Schloss, jetzt Vereinsheim, zweigeschossiger Bau mit Mansardwalmdach, Eckrustika bzw. Eckpilaster und umlaufendem Gurtgesims, wohl Mitte 18. Jahrhundert; südöstlich am Schloss ehemaliger Wehrgang mit Bogenarkaden unter einem Laubengang und Satteldach, im Kern wohl 16. Jahrhundert; Torbau, zweigeschossiger Satteldachbau mit korbbogiger Durchfahrt, gebänderten Lisenen und geschwungenem Gurtgesims, 1754 (bezeichnet); West- und Nordflügel, eingeschossig mit Satteldach und Tordurchfahrt im Norden, 1753 und 1823 (bezeichnet), Südflügel im Westen zweigeschossig mit Walmdach, ehemaliger Wohntrakt und Stallung, um Mitte 18. Jahrhundert, Wohn- und Wirtschaftsgebäude vor allem im Norden stark erneuert | D-7-79-169-29 Wikidata | Ehemals Gut des Klosters Kaisheim |
| Wittelsbacher Allee 19 (Standort)         | Katholische Filialkirche Heilige Dreifaltigkeit | Teil einer Vierflügelanlage, nach Süden gerichteter Saalbau mit eingezogenem, dreiseitig geschlossenem Chor, Turm mit Polygon über dem Südgiebel des Langhauses sowie mit reicher Außengliederung aus gequaderten Arkaden mit Kämpfer- und Traufgesimsen, um 1688 anstelle einer Vorgängerkirche errichtet, 1804 profaniert, seit 1963 Filialkirche; mit Ausstattung | D-7-79-169-28 Wikidata | weitere Bilder                    |

### Gunzenheim
| Lage                                     | Objekt                                              | Beschreibung | Akten-Nr.              | Bild           |
| ---------------------------------------- | --------------------------------------------------- | --- | ---------------------- | -------------- |
| Maximilian-Strasser-Straße 14 (Standort) | Katholische Filialkirche St. Thomas                 | ehemals auch Wallfahrtskirche, Saalbau mit eingezogenem, dreiseitig geschlossenem Chor, Giebelgesimsen und turmartigem Dachreiter mit Oktogon, Felderung und Eckpilastern über dem Chorbogen sowie mit Sakristeianbau im südlichen Chorwinkel, 1671 Chor und Sakristei als Kapelle errichtet, 1709 Anbau des Langhauses und Umgestaltung der Kapelle zum Chor, 1804 Aufhebung der Wallfahrt; mit Ausstattung | D-7-79-169-30 Wikidata | weitere Bilder |
| Maximilian-Strasser-Straße 19 (Standort) | Villa, heute Pfarrheim, Bildungs- und Jugendzentrum | zweigeschossiger Baukörper mit geschweiften Giebeln, profiliertem Traufgesims, Erkern und Balkon, in Formen des heimatverbundenen Jugendstils und reduzierten Neubarocks, von Josef Brummer, 1911; Ehemaliges Pumphaus, Rechteckbau mit Kastengesims und Walmdach, 1911 | D-7-79-169-45 Wikidata | weitere Bilder |
| Schulweg 1 (Standort)                    | Ehemalige Schule                                    | neubarocker Bau mit Mansardwalmdach und geschweiften Gauben, auf der Gartenseite zweigeschossig, Anfang 20. Jahrhundert | D-7-79-169-31 Wikidata | weitere Bilder |

### Hafenreut
| Lage                        | Objekt                             | Beschreibung | Akten-Nr.              | Bild |
| --------------------------- | ---------------------------------- | --- | ---------------------- | ---- |
| Georgenstraße 3 (Standort)  | Ehemals Gasthaus                   | zweigeschossiger Satteldachbau mit Ecklisenen, profiliertem Traufgesims und Geschossgesimsen, Pilastergliederung und Figurennische im Giebel sowie mit rundbogigem Hausteinportal, wohl 1793 (bezeichnet), Erweiterung des Wirtschaftsteils und östlicher Anbau 20. Jahrhundert                               | D-7-79-169-33 Wikidata | BW   |
| Georgenstraße 31 (Standort) | Katholische Filialkirche St. Georg | Saalbau mit eingezogenem, dreiseitig geschlossenem Chor, turmartigem Dachreiter mit abgeschrägten Kanten, Ecklisenen, Gurtgesimse und Blendnischen über dem Chorbogen, Sakristeianbau südöstlich am Schiff und profiliertem Traufgesims, Anfang 18. Jahrhundert, wohl 1707, 1855 restauriert; mit Ausstattung | D-7-79-169-32 Wikidata | BW   |

### Leitheim
| Lage                                                  | Objekt                                                                   | Beschreibung | Akten-Nr.              | Bild           |
| ----------------------------------------------------- | ------------------------------------------------------------------------ | --- | ---------------------- | -------------- |
| Schloßstraße (am Ortsende gegen Altisheim) (Standort) | Bildstock                                                                | schmales, rechteckiges Gehäuse mit Dreiecksgiebel, Rundbogennische und profilierten Trauf- und Giebelgesimsen, 1. Hälfte 18. Jahrhundert | D-7-79-169-36 Wikidata | Bildstock      |
| Schloßstraße 3, 5, 7 (Standort)                       | Schloss, ehemals Sommerresidenz der Äbte von Kaisheim, jetzt auch Museum | zusammen mit dem Arkadengang und der Schlosskirche ein eindrucksvolles bauliches Ensemble am steil abfallenden Donauufer; Schloss, dreigeschossiger Mansardwalmdachbau mit Dachreiter auf quadratischem Grundriss, Erdgeschoss mit Rustika, darüber über profilierten Gurtgesimsen Pilastergliederung und kräftig profiliertes Traufgesims, wohl nach Plänen Johann Georg Hitzelbergers durch (Kaspar?) Wölfle errichtet, 1681 ff., 1751 Erhöhung um das dritte Geschoss mit Mansarddach und Ausstattung in Rokokoformen; mit Ausstattung; Im Süden vorgelagerte, halbrunde Terrasse mit Stützmauern, 1696 vollendet; Arkadengang, zweigeschossig mit offenen Arkaden im Erdgeschoss und geschlossenem im Obergeschoss, die Außenwände mit Rustizierung, profilierten Gurt- und Traufgesimsen, 1696 vollendet; Torbau, mit rahmenden Pilastern, gesprengtem Schweifgiebel, Ziervasen und Putti, um 1750; Ehemaliges Weingärtnerhaus, zweigeschossiger Satteldachbau mit polygonalem Treppenturm, im Kern 1542, wohl 1676 wieder hergestellt | D-7-79-169-34 Wikidata | weitere Bilder |

### Neuhof
| Lage                                               | Objekt            | Beschreibung                     | Akten-Nr.              | Bild |
| -------------------------------------------------- | ----------------- | -------------------------------- | ---------------------- | --- |
| Neuhof 1 (am Hauptgebäude des Gutshofs) (Standort) | zwei Wappensteine | bezeichnet mit "1506" und "1783" | D-7-79-169-37 Wikidata | [[Vorlage:Bilderwunsch/code!/C:48.770421,10.786375!/D:Neuhof 1 (am Hauptgebäude des Gutshofs), zwei Wappensteine!/\|BW]] |

### Sulzdorf
| Lage                           | Objekt                                            | Beschreibung | Akten-Nr.              | Bild              |
| ------------------------------ | ------------------------------------------------- | --- | ---------------------- | ----------------- |
| Kapellenfeld (Standort)        | Katholische Feldkapelle Mater Dolorosa            | kleiner Rechteckbau mit dreiseitigem Schluss und einem Giebel aus drei gestaffelten Bögen und gliedernden Lisenen, Johann Georg Hitzelberger zugeschrieben, 1756, Vorbau mit Satteldach 20. Jahrhundert; mit Ausstattung | D-7-79-169-43 Wikidata | BW                |
| Kirchenstraße 4 (Standort)     | Ehemals Pfarrhaus                                 | zweigeschossiger Satteldachbau mit Giebelgesimsen und Zwerchhaus, ebenfalls mit Giebelgesimsen, 1682, zu einem späteren Zeitpunkt durch den Anbau erweitert; Einfriedung, mit ädikulaartigem Bildstock und zwei Torpfeilern, wohl 18. Jahrhundert | D-7-79-169-38 Wikidata | Ehemals Pfarrhaus |
| Kirchenstraße 12 (Standort)    | Pfarrhaus, ehemals Amtshaus des Klosters Kaisheim | zweigeschossiger Satteldachbau mit Giebelgesimsen, Aufzugsluken, Kranbalken und Zwerchhaus, 1698/99 | D-7-79-169-39 Wikidata | BW                |
| Kirchenstraße 14 (Standort)    | Katholische Pfarrkirche St. Margareta             | Saalbau mit risalitartig vortretenden Seitenwänden, eingezogenem, halbrund geschlossenem Chor, Turm im nördlichen Chorwinkel und segmentbogig ausschwingendem Sakristeianbau östlich am Chor, mit kräftig profilierten Trauf- und Giebelgesimsen sowie Eckpilastern am Oktogon, Turmunterbau spätgotisch, 14./15. Jahrhundert, ansonsten Neubau wohl von Johann Georg Hitzelberger, 1756 (bezeichnet); mit Ausstattung; Friedhofsmauer mit Torpfeilern, um 1756 | D-7-79-169-40 Wikidata | weitere Bilder    |
| Raiffeisenstraße 24 (Standort) | Ehemals Gasthaus                                  | zweigeschossiger Satteldachbau, 1759 (bezeichnet), stark erneuert | D-7-79-169-41 Wikidata | BW                |

## Ehemalige Baudenkmäler
In diesem Abschnitt sind Objekte aufgeführt, die früher einmal in der Denkmalliste eingetragen waren, jetzt aber nicht mehr. Objekte, die in anderem Zusammenhang – also z. B. als Teil eines Baudenkmals – weiter eingetragen sind, sollen hier nicht aufgeführt werden. Aktennummern in diesem Abschnitt sind ehemalige, jetzt nicht mehr gültige Aktennummern.

| Lage                                         | Objekt                       | Beschreibung                                        | Akten-Nr.              | Bild |
| -------------------------------------------- | ---------------------------- | --------------------------------------------------- | ---------------------- | --- |
| Kaisheim Hauptstraße (bei Nr. 65) (Standort) | Mauerturm mit Schießscharten | 16. Jahrhundert, mit Rest der ehemaligen Ummauerung | D-7-79-169-16 Wikidata | [[Vorlage:Bilderwunsch/code!/C:48.767441,10.800129!/D:Hauptstraße (bei Nr. 65), Mauerturm mit Schießscharten!/\|BW]] |